# Jóhannes Karl Guðjónsson
Jóhannes »Joey« Karl Guðjónsson, islandski nogometaš, * 25. maj 1980, Akranes, Islandija.
Predhodno je igral tudi za Leicester City, Real Betis, Wolves in Aston Villo.